# Артур Моро
А́ртур Мо́ро (настоящее имя — Афанасий Матвеевич Осипов; 1909—1989) — эрзянский народный поэт, редактор.

## Биография
Родился 28 апреля (11 мая) 1909 года в селе Архангельские ключи(ныне — село Красные Ключи, Похвистневский район, Самарская область).
Детство поэта было тяжелым, из-за голода его отец уезжал на заработки в Сибирь, работал на железной дороге. Все хлопоты в семье были возложены на женские плечи матери А. Моро.
В 1925 году А. Моро уезжает в Москву. При помощи П. С. Глухова (редактор эрзянской газеты «Якстере теште» («Красная звезда») Артур Моро заканчивает ФЗУ при типографии Центриздата народов СССР в угрофинском отделе и получает профессию наборщика текстов. Работал наборщиком газеты в типографии «Якстере теште», а по вечерам продолжал учиться на рабфаке.
Во время Великой Отечественной войны был редактором дивизионной газеты «Вперед за Родину», воевал на передовой. После войны преподавал в вузах Москвы и Мордовии.
В 1945—1947 годах был женат на Жарковой Екатерине Семеновне (1903—1947).
Умер 13 января 1989 года в Москве, похоронен в родном селе Красные Ключи.

## Труды
Первое стихотворное произведение Артур Моро написал в семнадцатилетнем возрасте, именно тогда он взял себе такой «звучный, песенный» псевдоним — Артур Моро, от эрзянского слова моро — песня.
Постоянно вел большую общественную деятельность. При жизни поэта было издано 16 книг на эрзянском и русском языках.

## Достижения
- кандидат искусствоведения[1] (1949).
- заслуженный поэт Мордовской АССР (1969).
- член СП СССР (1935).

## Память
- На доме, где родился поэт — установлена памятная доска[2].